# Yukos
Yukos đã là một trong những tập đoàn lớn nhất Nga hoạt động trong ngành khai thác dầu khí và kỹ nghệ hóa học dầu hỏa, một trong những tập đoàn tư nhân lớn nhất thế giới. Sau khi người sáng lập ra tập đoàn này, ông Mikhail Khodorkovsky bị bỏ tù vào năm 2003, tập đoàn này gặp khó khăn tài chánh, đưa đến việc Yukos vào ngày 1 tháng 8 năm 2006 bị một tòa án Moskva tuyên bố phá sản.

## Lịch sử
Yukos vào những năm cuối cùng được lãnh đạo bởi Mikhail Khodorkovsky, một tỷ phú hoạt động chính trị tích cực. Tập đoàn này được quốc tế biết tới qua những vụ bắt bớ các người điều hành cũng như những biện pháp giới hạn hoạt động của chính quyền Kreml, khiến tập đoàn gặp những khó khăn về kinh tế và tài chánh. Khodorkovsky cũng như doanh nhân Platon Lebedev bị buộc tội trốn thuế. Cả hai bị xử tù nhiều năm. Người ta phỏng đoán lý do là vì Khodorkovsky được đề nghị tranh cử tổng thống, cũng như việc chính phủ Nga muốn nắm quyền kiểm soát tập đoàn này. Tổng thống Nga, Putin, chỉ trích những sự giúp đỡ của tập đoàn này cho các cơ sở giáo dục và các phương tiện truyền thông. Những giúp đỡ hầu tạo nên một thể chế đa nguyên, cả trong vấn đề ngôn luận và các cơ sở truyền thông không hợp ý với Putin. Ngoài ra, vấn đề các nhà đầu tư Hoa Kỳ nhảy vào thị trường Nga qua Yukos được cho là lý do chính phủ Nga đã can thiệp vào.
Yukos bị nhà nước bán đi gây nhiều tranh cãi trong làn sóng tư nhân hóa sau khi Liên Xô bị sụp đổ. Việc mua lại Yukos xảy ra trong một cuộc bán đấu giá kín, được nhà băng Menatep tổ chức, mà lại là tổ chức trả giá duy nhất. Menatep trong vài năm trước đã trở thành một nhà băng giàu có về tài chánh, phần lớn cũng nhờ Khodorkovsky, lúc đó là phó bộ trưởng dầu hỏa và năng lượng dưới thời tổng thống Boris Nikolayevich Yeltsin giao phó cho việc điều hành nhiều chương trình đầu tư. Sau đó Yukos được bán cho một nhóm đầu tư quốc tế. Người có phần hùn nhiều nhất chính là Khodorkovsky.
Các nhà kinh tế phương Tây một mặt đánh giá cao sự uyển chuyển và mức thu nhập của tập đoàn này, mặt khác họ cho là Yukos có một chính sách không lương thiện đối với các cổ đông nhỏ. Điều đó tuy nhiên đến năm 2001 đã tiến bộ hơn. Vào những năm cuối Yukos có doanh thu tăng từ 30 đến 104% và tiền lời đến 50%. Việc này làm cho cổ phiếu của Yukos rất được ưa chuộng trong giới cổ đông, không chỉ ở Nga (2000: 9,8 tỷ dollars). Nó đầu tư rất nhiều về lãnh vực năng lượng:
- Tham dự vào nhiều hãng năng lượng địa phương như Belgorod, Kuban và Tomskenergo
- Lập Joint Venture với TotalFinaElf để khoan dầu tại Hắc Hải và với hãng MOL của Hungary (2002)
- Mua 49 % hãng thiết kế hệ thống ống dẫn dầu Transpetrol của Slovakia

Mỗi ngày Yukos hút lên được 1,7 triệu Barrel dầu, khoảng 15% lượng dầu khai thác được ở Nga.
Vào tháng 7 năm 2006 tổng giám đốc hãng Steven Theede tuyên bố từ chức, vì tập đoàn bị xét xử phá sản. Theo các nhà quan sát phương Tây, mục đích của chính phủ Nga, là để giải thể Yukos và sáp nhập nó vào doanh nghiệp chính phủ Rosneft. Vào ngày 1 tháng 8 năm 2006 một tòa án Moskva đã xác nhận sự phá sản của Yukos và giải thể nó.

## Vụ án Yukos
Vào tháng 4 năm 2003 Yukos thỏa hiệp nhập chung lại với Sibneft, mà từ tháng 6 năm 2006 có tên là Gazprom Neft, hồi đó theo như doanh thu là doanh nghiệp lớn thứ 5 tại Nga. Dự định này không thành vì Khodorkovsky bị bắt. Cuối tháng 10 năm 2003 chính phủ đã đóng băng 44% số cổ phiếu, để mà ngăn chận một nhóm đầu tư làm việc với Khodorkovsky mua lấy tập đoàn này.
Từ đó tiền lời của Yukos càng ngày càng giảm, điều này càng thấy được rõ ràng khi chỉ mấy năm trước lợi nhuận đã tăng rất nhanh. Đầu năm 2004 có tin đồn là những hạn chế của chính quyền sẽ đưa tập đoàn đến việc không có tiền trả nợ phải phá sản, và như vậy nhà nước có thể mua lại với giá rẻ.
Vào ngày 29 tháng 6 năm 2004 Yukos bị tòa án phán phải trả thêm 2,8 tỷ Euro tiền thuế cho năm 2000. Tập đoàn phải trả cho tới tháng 8 năm 2004 số tiền này. Tiền thuế còn thiếu cho năm 2001 cũng là 2,8 tỷ Euro. Năm 2002 và 2003 cũng bị đòi một số tiền tương tự.
Vì không có tiền trả nên tập đoàn này bị xiết nợ. Ngày 19 tháng 12 năm 2004 Juganskneftegas bị bán đấu giá với giá 9,4 tỷ dollars, để mà trả nợ cho số tiền thuế còn thiếu. Trong cuộc đấu giá Baikalfinansgrup, một nhóm tài chánh chỉ thành lập vài ngày trước đó tại một địa chỉ là một quán snack bar, đã thắng cuộc. 3 ngày sau doanh nghiệp chính phủ Rosneft đã mua đứt Baikalfinansgrup. Vài tháng sau đó Yuganskneftegas trị giá khoảng từ 15 cho tới 17 tỷ Dollars.
Những người chủ của công ty GML (Group Menatep Limited) - công ty mẹ trước đây của Yukos đã kiện chính phủ Nga về việc này ra Tòa án Trọng tài Thường trực (Permanent Court of Arbitration) Hague ở Hà Lan vào năm 2007. Theo phán quyết vừa công bố, Chính phủ Nga phải trả gần một nửa số tiền bồi thường 103 tỷ USD đề nghị bởi nhóm cổ đông lớn của hãng dầu khí Yukos. Tòa án nhận định chiến dịch chống lại Yukos "là vì mục đích chính trị", chứ không đơn thuần là trốn thuế.
Khodorkovsky hiện sống tại Thụy Sĩ, cho biết mình sẽ không được hưởng bất kỳ phần nào trong khoản bồi thường trên, do đã chuyển cổ phần trong Yukos cho Leonid Nevzlin để bảo vệ công ty, sau khi ông trở thành mục tiêu của các tòa án Nga. Nevzlin hiện sở hữu hơn 70% GML. 4 người khác - Platon Lebedev, Mikhail Brudno, Vladimir Dubov và Vasily Shakhnovsky mỗi người nắm hơn 7,5%. Trước đây, GML từng sở hữu 60% Yukos.
Ngoài ra vào ngày 31 tháng 7 năm 2014, tòa án về Nhân quyền châu Âu châu tại Straßburg cũng đã xử Nga phải bồi thường cho những cho những chủ nhân cũ của Yukos 1,9 tỷ Euro. Quan tòa cho rằng, nước Nga bằng cách bịa ra thuế má và qua một cuộc đấu giá không minh bạch làm giảm đi giá trị thật sự của tập đoàn này. Nga còn phải trả thêm 300.000 Euro tiền tòa và thuế.